# Huancajirca
Huancajirca o Huanca Jirca (posiblemente en escritura quechua ancashino Wanka Hirka: wanka = piedra alargada vertical venerada; hirka = montaña, "piedra sagrada en la montaña") es un sitio arqueológico ubicado cerca de la ciudad de Huaraz en la región Ancash, Perú, con evidencia de ocupación en los periodos Horizonte temprano y Horizonte Medio. Se ha indicado que el sitio se estableció al final del Horizonte Temprano y continuó hasta épocas tardías.

## Ubicación
Está localizado en el distrito de Independencia, en la provincia de Huaraz en la región Áncash, a una altitud de 3290 metros. Se ubica al lado de la urbanización El Pinar cerca del centro poblado de Huanchac.

## Descripción
El sitio está conformado por una plataforma ceremonial megalítica de planta ovalada de 42 metros de diámetro enmarcada por un muro perimetral. En el centro de la misma se ubica una gran piedra parada o huanca de 5 metros de altura. Se han hallado restos de fogones y ofrendas cerámicas del Horizonte Temprano y del Horizonte Medio que evidencia el uso ritual del lugar.